# エリオット・デイリー
エリオット・デイリー（Elliot Daly、1992年10月8日 - ）は、プレミアシップサラセンズに所属するラグビーユニオン選手。

## プロフィール
- イングランド・クロイドン出身。
- ポジションはウィング(WTB)、センター(CTB)、フルバック(FB)。
- 身長 184cm、体重 98kg
- U20イングランド代表に選ばれたことがある[1]。
- イングランド代表キャップは52（2021年5月現在）でラグビーワールドカップ2019・ラグビーワールドカップ2023のイングランド代表に選ばれた[2][3]。
- ブリティッシュ・アンド・アイリッシュ・ライオンズに選ばれたことがある[4]。
- バーバリアンズに選ばれたことがある[5]。

## 略歴
ワスプス・ラグビー、ロンドン・アイリッシュを経て、2019年、サラセンズに加入。 